# Emiliano Chamorro Vargas
Emiliano Chamorro Vargas (Acopaya, 11 maggio 1871 – Managua, 26 febbraio 1966) è stato un politico nicaraguense, due volte presidente del Nicaragua dal 1º gennaio 1917 al 1º gennaio 1921 e dal 14 marzo 1926 all'11 novembre 1926.
Dopo aver partecipato al colpo di Stato contro il Presidente José Santos Zelaya guidato da Juan José Estrada nel 1909, viene nominato presidente dell'Assemblea costituente e leader del partito conservatore.
Nominato ministro consigliere a Washington, nel 1914 negozia il trattato Bryan-Chamorro con gli Stati Uniti in virtù del quale il Nicaragua dava l'assenso alla costruzione sul proprio territorio di un canale interoceanico, che però non vide mai la luce.
Tornato in patria nel 1916, viene eletto Presidente concentrando i propri sforzi nel risanamento delle finanze dello Stato nel tentativo di pagare i creditori del Paese. Sconfitto alle elezioni del 1923 da Carlos José Solórzano, tre anni dopo guida un golpe contro di lui ma il suo nuovo governo non gode del sostegno statunitense e ben presto è dunque costretto a lasciare il potere ad Adolfo Díaz.
Negli anni successivi Chamorro tornò a ricoprire il ruolo di ministro consigliere in molti Stati europei.